# منتخب جمهورية الدومينيكان لكأس ديفيز
منتخب جمهورية الدومينيكان لكأس ديفيز (بالإسبانية: Equipo de Copa Davis de la República Dominicana)‏ هو ممثل جمهورية الدومينيكان الرسمي في كرة المضرب في كأس ديفيز.